# Slaget om Galizien
Slaget om Galizien (alternativt slaget vid Lemberg) kallas de strider på första världskrigets östfront som utkämpades i Galizien mellan Österrike-Ungern och Ryssland  från 23 augusti till 11 september 1914. Slaget inleddes med en misslyckad österrikisk offensiv mot Polen och kulminerade i serie ryska motanfall, som slutligen pressade tillbaka österrikarna till Karpaternas fot.

## Upptakt
Efter att Tyskland förklarat krig mot Ryssland den 1 augusti 1914, skickades sju av dess åtta arméer västerut för att ta itu med Rysslands allierade Frankrike. På grund av detta förfogade tyskarna endast över en armé i Ostpreussen, och vädjade därför till sin egen allierade Österrike-Ungern att lasta av genom en offensiv mot ryssarna i Galizien. 
Den österrikiske generalstabschefen Franz Conrad von Hötzendorf hade redan tidigare gjort upp planer för ett sådan offensiv, men då dubbelmonarkin samtidigt befann sig i krig mot Serbien, så blev han tvungen att dela  sina styrkor. 
Från början hade Conrad avdelat arméns huvudstyrka till den serbiska fronten, men då han underrättades om tyskarnas svårigheter i Ostpreussen tvingades han att ändra planerna och lägga tyngdpunkten på Ryssland.

### Österrikisk mobilisering och förberedelser
Enligt den reviderade krigsplanen skulle dubbelmonarkins sex arméer delas upp i två grupper. Den största av dessa, den s.k. A-formationen, (bestående av 1:a, 3:e och 4:e arméerna) skulle grupperas mot ryssarna i Galizien, samtidigt som en mindre Balkan-formation (5:e och 6:e arméerna) skulle ta itu med Serbien. En tredje B-formation, bestående av 2 armén, skulle sedan hållas i reserv för att kunna sättas in varhelst den behövdes.
Den österrikiska planen såg mycket bra ut på pappret, men krävde mycket omfattande trupptransporter. Den byggde även på avancerade avgöranden kring vilka nationaliteter som skulle sättas in på vilka frontavsnitt. Ändringarna i mobilseringsplanen medförde att kommunikationssystemet överbelastades och trupprörelserna fördröjdes avsevärt. Många enheter fick marschera i dagar för att komma fram till de järnvägsstationer de beordrats, bara för att upptäcka att det där inte fanns några tåg som kunde transportera dem till fronten.
Som exempel kan nämnas att den österrikiska 2:a armén, som från början hade avdelats till Serbien, fick order att vända norrut mitt under mobiliseringen, vilket tog avsevärd tid. Förseningarna betydde att 2:a armén inte hann fram till fronten förrän efter dem galiziska offensiven väl hade inletts. Efter en förvirrad mobilisering intog österrikarna sina anfallspositioner under dagarna mellan den 8 och 14 augusti. Den 17 augusti anlände också Conrad med sin stab till fronten och inrättade sitt högkvarter i den befästa staden Przemyśl.
Inför offensiven uppgick de österrikiska styrkorna i Galizien till drygt 1 miljon man. Tanken var att den viktigaste framryckningen skulle företas av Viktor von Dankls och Maritz von Auffenbergs 1:a och 4:e arméer som skulle rycka fram mellan floderna Wisła och Bug mot området kring staden Lublin. Den svagare 3:e armén, ledd av Rudolf von Brudermann, skulle genomföra en begränsad framryckning för att skydda 4:e arméns flank.

### Rysk mobilisering och uppmarsch
Vid krigets utbrott visade sig den ryska mobiliseringen gå mycket snabbare och möttes med större entusiasm än ryssarna själva hade förutsett, särskilt i städerna. Redan 14 augusti hade ryssarna 27 divisioner redo för strid, 21 augusti 42 divisioner. 1 september fanns 90 ryska divisioner redo i Europa samt ytterligare 20 i Kaukasus. Den snabba mobiliseringen gjorde att ryska armén ansåg sig redo att inleda två offensiver samtidigt, en mot Tyskland och en mot Österrike-Ungern.
Längs den 33 mil långa fronten ställdes österrikarna inledningsvis mot fyra ryska arméer ( 3:e, 4:e, 5:e och 8:e). Ryssarnas samtida offensiv i Ostpreussen fördröjde emellertid deras uppmarsch.

## Slaget

### Österrikiska framgångar
Conrad hoppades kunna utnyttja ryssarnas långsamma  uppmarsch till att förekomma dem och inledde därför sin egen offensiv den 23 augusti. Även Stavka (det ryska överkommandot) hade beslutat sig för att tidigt gå till anfall och resultatet blev att båda sidor överraskades när de stötte på varandra. På offensivens första dag stötte Dankls 1:a armé samman med den ryska 4:e armén vid Kraśnik och tvingade den till reträtt med stora förluster. Motgången fick Stavka att skicka Pavel Pleves 5:e armé till 4:e arméns hjälp. Under omgrupperingen anfölls dock 5:e armén vid Komarów av Auffenbergs 4:e armé och besegrades.

### Lyckan vänder
Samtidigt som Dankls och Auffenbergs arméer stötte nordost mot Warszawa, satte sig von Brudermanns 3:e armé i rörelse.  Vad varken Brudermann eller det österrikiska överkommandot visste, var dock att den tyngsta ryska offensiven skulle ske i södra Galizien. Den 26 augusti gick Aleksej Brusilovs och Nikolaj Ruzskijs 8:e och 3:e arméer till anfall mot den försvagade österrikiska 3:e armén vid Gnila Lipa. Efter fyra dagars strider drog sig österrikarna tillbaka efter att förlorat 20 000 man och 70 kanoner. Den 3 september anslöt sig även Pleves 5:e armé till offensiven och intog Lemberg, vilket var en svår motgång för österrikarna. Anländandet av den österrikiska 2:a armén från den serbiska fronten möjliggjorde en motoffensiv, men de förvirrade striderna slutade trots detta i en allmän österrikisk reträtt.
Löjtnanten Miklós Kozma von Leveld vid det österrikisk-ungerska 10:e husarregementet beskrev reträtten enligt följande:
| ”                                                             | En outplånlig bild har etsat sig fast hos mig. I en svacka flyter en å rakt igenom en by som ligger längs båda stränderna. Över ån finns en smal träbro. I denna gryta och på den smala bron trängs nu infanteri, artilleri, kavalleri, sårade, ammunitionsvagnar och trossförband som alla försöker ta sig tillbaka. Vad är det för ordning att låta trossen finnas så nära bakom förbanden att bristen på manöverutrymme gör att allt blir kaos? Vägen är fullständigt blockerad av hopblandade förband så man bara mycket långsamt rör sig mot bron. | „ |
| – Miklós Kozma von Leveld, löjtnant vid 10:e husarregementet. | |   |

Conrad hoppades kunna upprätta en ny linje längs floden San, men då ryssarna höll på att komma ikapp fortsatte reträtten till foten av karpatiska bergen.

## Resultat
Vid slagets slutskede hade både sidor lidit enorma förluster. Av en ursprunglig styrka på drygt 1 200 000 man förlorade ryssarna 250 000 stupade och sårade samt 45 000 tillfångatagna. De österrikiska förluster var ännu större och uppgick till 200 000 döda och sårade samt 100 000 krigsfångar. Motgångarna i Galizien skedde samtidigt som österrikarna led svåra nederlag i Serbien och blev ett hårt slag för dubbelmonarkins stridskrafter. Österrike-Ungerns sammanlagda förluster vid årsslutet uppgick till 1 269 000 man, varav 155 000 stupade, 480 000 sårade och 348 000 saknade. Ytterligare 285 000 man var dessutom svårt sjuka. Dubbelmonarkins stående armé hade närmast blivit utplånad och skulle behöva återuppbyggas från grunden.